# Kamienica (województwo opolskie)
Kamienica (niem. Kamitz, 1936–45 Grenztal czyli "Dolina Graniczna") – wieś w Polsce, położona w województwie opolskim, w powiecie nyskim, w gminie Paczków.

## Geografia
Kamienica położona jest na Przedgórzu Paczkowskim u stóp północnych zboczy Gór Złotych (cz.: Rychlebské Hory) w dolinie największej erozyjnej doliny rzecznej spośród południowych dopływów Nysy Kłodzkiej, nad trzeciorzędowym ciekiem o nazwie Kamienica (cz.: to Bily Potok). Wieś leży na fizyczno-geograficznej granicy makroregionów Przedgórze Sudeckie (Przedgórze Paczkowskie) oraz Sudety Wschodnie (Góry Złote). Jest najdalej wysuniętą miejscowością na zachodzie województwa opolskiego i największą wsią w gminie Paczków pod względem powierzchni jak i liczby mieszkańców.
Kamienica reprezentuje typ wsi leśno–łanowej. Wieś rozciąga się na całej niemal długości doliny rzecznej od granic Paczkowa, który leży na styku płaskodennej doliny rzecznej – Pradoliny Nysy (Obniżenia Otmuchowskiego) od północnego wschodu, w kierunku zachodnim do granicy z Czechami. Leży na wysokości 240–300 m n.p.m. Na całej swojej długości wieś zajmuje Przedgórza Paczkowskiego, które jest lekko sfalowanym płaskowyżem o typowo podgórskim krajobrazie.
Kamienica reprezentuje obecnie typową wieś podmiejską o charakterze mieszkaniowo-rolniczym, z tendencją wzrastającego ruchu budowlanego, z zabudową łańcuchową zachowaną od średniowiecza, z charakterystycznym pasowym układem pól (parcel) wewnątrz których zlokalizowane są zagrody. Budynki gospodarcze najczęściej połączone są z zabudowaniami mieszkalnymi. Kamienica wydłużona jest zgodnie z kierunkiem przepływającej przez nią Kamienickiego potoku, Kamiennej albo Kamienicy tj. z południowego zachodu, na północny wschód. Na całej długości układ rzeki pokrywa się z osią przebiegającej wzdłuż wsi głównej drogi. Powierzchnia sołectwa Kamienica ogółem wynosi 1278 ha z czego 1174 ha to użytki rolne.

## Toponimia
Niemiecki nauczyciel Heinrich Adamy swoim dziele o nazwach miejscowości na Śląsku wydanym w 1888 roku we Wrocławiu wymienia nazwę Kamitz oraz słowiańską Kamenicz.

## Historia

### Do XIX wieku
Badania archeologiczne prowadzone na terenie gminy Paczków pozwoliły ustalić, że tereny zajęte przez dzisiejszą wieś były zamieszkane już od czasów młodszej epoki kamienia. Na granicy administracji dzisiejszego Paczkowa w widłach Nysy Kłodzkiej oraz rzeki Kamienicy istniała pomiędzy IX a XII wiekiem osada (Bogunów) oraz od XIII w prawdopodobnie zamek. W wieku XIII powstało obok niego warowne miasto Paczków jako najdalej na zachód wysunięte miasto Księstwa Nyskiego. 
Na prawie niemieckim, prawdopodobnie przed 1270 r. powstała wieś Kamienica. Założona została na terenie leśnym, w części przesieki śląskiej, po wykarczowaniu lasów w pradolinie rzeki (świadczy o tym m.in. obecność aż 68% gleb powstałych pod wpływem roślinności leśnej – głównie lasów iglastych). Zabudowa wsi reprezentuje zachowaną od średniowiecza typową zabudowę łańcuchową (tzw. łańcuchówkę), czyli typ wsi powstałej w okresie kolonizacji na prawie niemieckim tj. od XIII do XIV w. Potwierdza to fakt istnienia wsi w źródłach pisanych już w wieku XIII, oraz fakt istnienia parafii od roku 1326. 
Wieś leży na obszarze historycznego Śląska. W połowie XIV wieku przeszedł spod władania Piastów do Korony Królestwa Czech. Następnie w połowie XVII znalazł się pod panowaniem Prus. Pierwsza historyczna wzmianka o wsi Cameniza pojawia się w dokumencie datowanym na 3.07.1284 roku, następnie miejscowość pojawia się źródłach jako Camenicze lub Camenicza (1286 r.), Kempnitz (1300 r.), Kempnitz iuxsta Paczkow (1305 r.), Kamitz (1312 r.), Camenitz, Kemnycz (1318 r.), Kemnicz (1326 r.), Kemucz (1335 r.), Kempnicz (1402 r.), in willa Kamnig (1579 r.), Camnitz Vila (1651/1652 r.), Kamitz willa (1666/1667 r.), Kamnitz (1743 r.), oraz ponownie Kamitz w 1874 r. Ostatniej nazwy używano do roku 1936, kiedy zamieniono ją na Grenztal w ramach akcji hitlerowskich Niemiec zniemczającej słowiańsko brzmiące nazwy miejscowości. Nazwa pochodzi od rzeczownika kamień lub też od lokalizacji wsi. Dość często nazywane są tak osady położone nad ciekami wodnymi, szczególnie gdy brzeg rzeki czy strumienia jest wysoki i kamienisty, znaczeniowo – „kamienna woda, ziemia”, „brzeg pokryty kamieniami”. Pod wpływem języka niemieckiego nazwę fonetycznie skracano z końcówką „itz”. Zabudowa wsi osadzona w dolinie rzeki ciągnie się od granic administracyjnych Paczkowa do granicy z Czechami i przecięta linią granicy przechodzi dalej w wieś o podobnej zabudowie – Bílá Voda oraz Růženec – powstałe również w XIII wieku. Wiadomo, że we wsi ok. roku 1300 we wsi (wymienionej jako "Kempnitz") istniała karczma, kościół i 3 młyny z 6 kołami. Wieś w XIII wieku podobnie jak Paczków należała do Biskupów Wrocławskich, Kamitz, w 1363 r. bracia Runczin (Teodor, Jan, Michał, Paweł) zrzekli się w sądzie i przekazali na ręce biskupa teren Kempnicz i wszystko, co do niego należało: młyny, lasy, łąki, stawy rybne, pastwiska, itd. pod władanie Andreasa de Gosticz i Otto Rosla. W wieku XIV stała się własnością rodziny rycerskiej Runge z Paczkowa. Rozwój wsi jako, paradoksalnie, hamowało bezpośrednie sąsiedztwo Paczkowa jako większego ośrodka. Ponadto wieś dotykana była tymi samymi klęskami co miasto (1318 r. napad na okolice zbrojnego oddziału Jana Wustehube z Chałupek, głód w 1325 r., powódź w latach 1333, 1501, 1539, 1598, 1602, pożary w 1565 i 1634, pomór w latach 1348-1350, cholera 1603, 1607 i 1633 roku, najazd Husytów w 1428) w efekcie czego nie rozwijała się a następnie wyludniła podobnie jak Paczków czy Wyssoka. Doprowadziło to w roku w 1564 odłączenie się Białej Wody od parafii w Kamienicy, a następnie do przekształcenie Kamienicy w filię parafii Gościce w 1579. W czasie wojny trzydziestoletniej wieś została niemal doszczętnie zniszczona. Po wojnie trzydziestoletniejpowstają szkoły: w Białej Wodzie w 1651 roku oraz w Kamienicy w 1666 roku. W 1779 wieś zaatakowali i splądrowali Chorwaci.

### Historia podzielonej wsi
Źródła historyczne podają, że dolina potoku Kamienica była zamieszkana już od XIII wieku. W dolnym biegu potoku istniała osada Bogunów, powyżej, wzdłuż doliny przez kilka kilometrów ciągała się Kamienica a dalej w górnym biegu osada Wyssoka (Vysoká). Bogunów z Paczkowem tworzyły miasteczko, natomiast Kamienica i Wysoka stanowiły przez kilka wieków tę samą wieś łańcuchową, będąc jednolite architektonicznie, etnicznie, kulturowo a także gospodarczo. Nie ma w tym nic dziwnego, pobliskie Dziewiętlice wraz z czeską wsią Bernarcice stanowiły jedną wieś aż do I wojny śląskiej. W XV wieku granica księstwa nyskiego sięgała bardziej na południe niż obecnie granica państwa. Przebiegała nie podnóżem, lecz głównymi szczytami Rychlebskich Hor.
Wzmiankowana pomiędzy rokiem 1267 a 1271 Wyssoka została do XV wieku wyludniona, w jej miejscu powstał majątek Hundorf należący do biskupów wrocławskich (podobnie jak Paczków). W roku 1532 już jako Biała Woda (nazwa powstała prawdopodobnie od koloru dna potoku) zostaje odłączona od Kamienicy i sprzedana. W 1564 roku w Białej Wodzie powstaje samodzielna parafia z kościołem ewangelickim Świętej Anny jednak już w 1604 roku zostaje ona przyłączona do parafii w Kamienicy, aż do 1850 roku jej siedzibą były Gościcie.

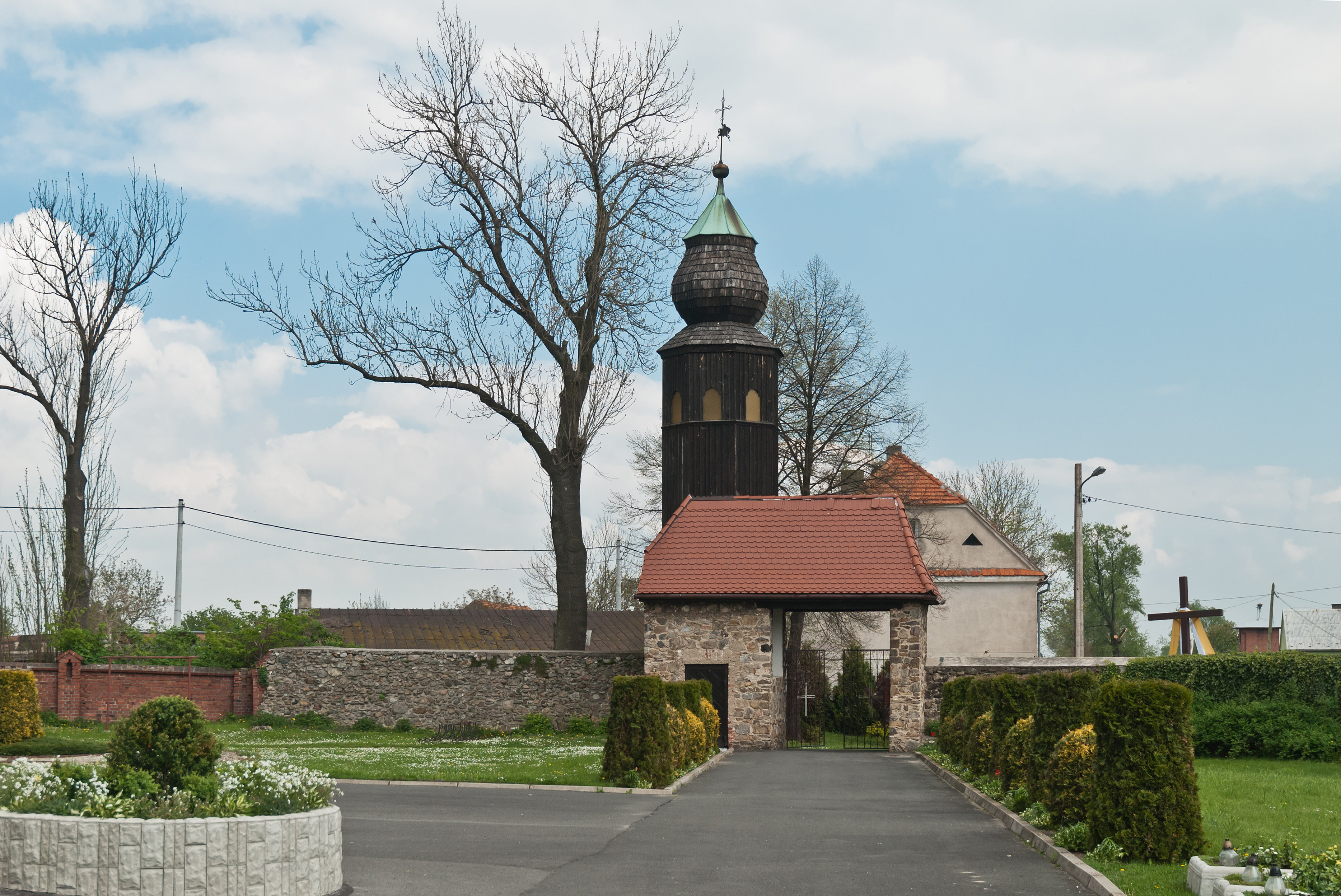
Brama wschodnia wraz z drewnianą wieżą w murze otaczającym kościół parafialny p.w. św. Jerzego w Kamienicy.

Historia Białej Wody jest znacznie lepiej udokumentowana niż Kamienicy, czy innych okolicznych wsi. Od połowy XVI wieku przez następne sto lat Biała Woda jest siedzibą rycerską rodziny Maltic (von Maltitz). W roku 1655 przechodzi na własność hrabiego Jerzego z Hodic (von Hoditz), a w roku 1661 prawo własności przejmuje jego syn Maksymilian, następnie w 1666 wdowa po nim, hrabianka Elżbieta von Donau a po niej jej drugi mąż Erdmann Ferdinand. Ten wolny pan Pawłowski z Pavlovic podejmuje w Białej Wodzie próby wydobycia arsenopirytu (rudy arsenu, która będzie później wydobywana w pobliskim Złotym Stoku aż do lat 60. XX wieku). Po jego śmierci Biała Woda przechodzi na własność wdowy po nim, Markiety Florentiny, wolnej pani ze Žerotína (von Zierotein). Dalej w 1687 roku Biała Woda staje się własnością hrabiego Franciszka Karola Lichtensztajn-Kastelkorn (von Liechtenstein-Kastelkorn lub Castelcorn) do jego śmierci w 1709 roku. W następnych dziesięcioleciach Biała Woda trafia w ręce jego syna, Jakoba Ernsta von Lichtenstein-Kastelkorn, właściciela wsi Hertwigswaldau (Doboszowice) i pobliskich dóbr, późniejszego biskupa ołomunieckiego i prymasa Niemiec. W roku 1723 von Lichtenstein-Kastelkorn funduje w Białej Wodzie Klasztor i Kolegium Pijarów, które powstają do roku 1733. Jest to pierwszy tego typu obiekt na Śląsku i jeden z najznakomitszych wówczas zakładów szkolnych Europy. W następnych latach zostaje gruntownie przebudowany.

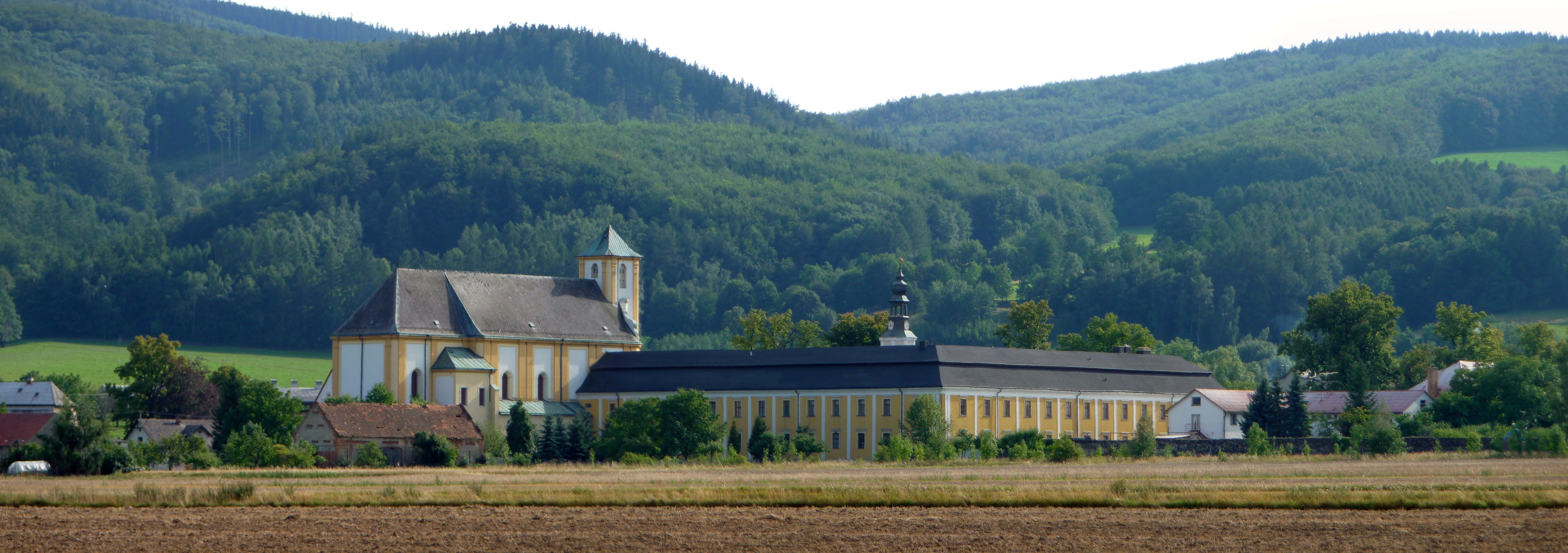
Klasztor i Kolegium Pijarów w Białej Wodzie – widok od strony Kamienicy

Po 123 latach pijarzy przywracają Białej Wodzie status samodzielnej parafii (dotąd należała do Kamienicy). Osada staje się ważnym i rozwijającym się ośrodkiem szkoleniowym sztuki (szczególnie teatru) i życia muzycznego z kadrą znakomitych profesorów (m.in. Anthony P. Brossmann) i osobistości m.in. Józef II Habsburg, Marianna Orańska.
Zabudowa Białej Wody wokół klasztoru i kolegium pijarów przybierają charakteru miejskiego (Městys) natomiast wyżej położona część zabudowań, zostaje nieformalnie oddzielona od niej jako wiejska (Ves). Wspomniany podział zostanie zachowany do dziś. Część miejska z klasztorem zostaje ulokowana pomiędzy Kamienicą a częścią miejską Białej Wody natomiast położona na zachód część wiejska wznosi się (już poza doliną) wzdłuż traktu handlowego z Nysy do Kłodzka, przez Paczków, Kamienicę, Różaniec (przełęcz oraz istniejącą już w 1638 roku osadę z karczmą) i Orłowiec (Schönau bei Landeck) położony już w Kotlinie Kłodzkiej. Na odcinku pomiędzy wsią Biała Woda a Przełęczą Różaniec istniało szereg innych, mniejszych przysiółków (Karlovy-Karlshof, U šišky-Tannzapfen, Na Vyhlídce -Gucke) obecnie nieistniejących. We wznoszącej się na wysokość ok. 440 m n.p.m. luźno zabudowanej części wiejskiej Białej Wody około 1690 r., wybudowano siedzibę kolejnych właścicieli ziemskich – Pałac w Bílej Vodzie.
Po zakończeniu I wojny śląskiej, pokój wrocławski zamienił okolice Białej Wody niemal w enklawę otaczając ją z 3 stron granicami, co zważywszy na położenie geograficzne w głębokiej dolinie rzecznej zamkniętej od wylotu granicą przyczyniło się do stagnacji, a dalej upadku aż wreszcie jej wyludnienia. Północno-wschodnią część włączono do Śląska pruskiego (Kamienica) natomiast część południowo-zachodnią z kościołem i klasztorem (Biała Woda) znalazła się w granicach Śląska habsburskiego. Po 450 latach Biała Woda została oddzielona od połączonej z nią organicznie Kamienicy stając się miejscowością graniczną. Podział jest zachowany do dziś, przy czym po 1945 to część Czechosłowacji, a potem Czech. Obecnie sytuację mieszkańców Białej Wody znaczne poprawiało przystąpienie obu krajów do Układu z Schengen umożliwiając swobodny ruch pieszy i samochodowy pomiędzy wsiami. Spis mieszkańców z roku 2001 zanotował w Białej Wodzie 5 stale mieszkających tam Polaków, 4 Niemców, 29 Słowaków i 215 Czechów.

### Od 1742 do 1936 roku
W roku 1742 obie wsie podzieliła granica i odtąd historia obu wsi biegnie oddzielnie. W 1850 lub 1851 roku Kamienica (Kamitz) stała się ponownie samodzielną parafią. Pierwszym księdzem, który objął urząd proboszcza był w 1869 r. Johannes Schmidt, a od 1916 r. Karl Heimann. Natomiast ostatnim niemieckim proboszczem do 1945 Franz Bernert. W 1874 roku wraz z Gościcami, Lisimi Kątami, Unikowicami oraz Kozielnem Kamienicę włączono do powiatu Paczków.

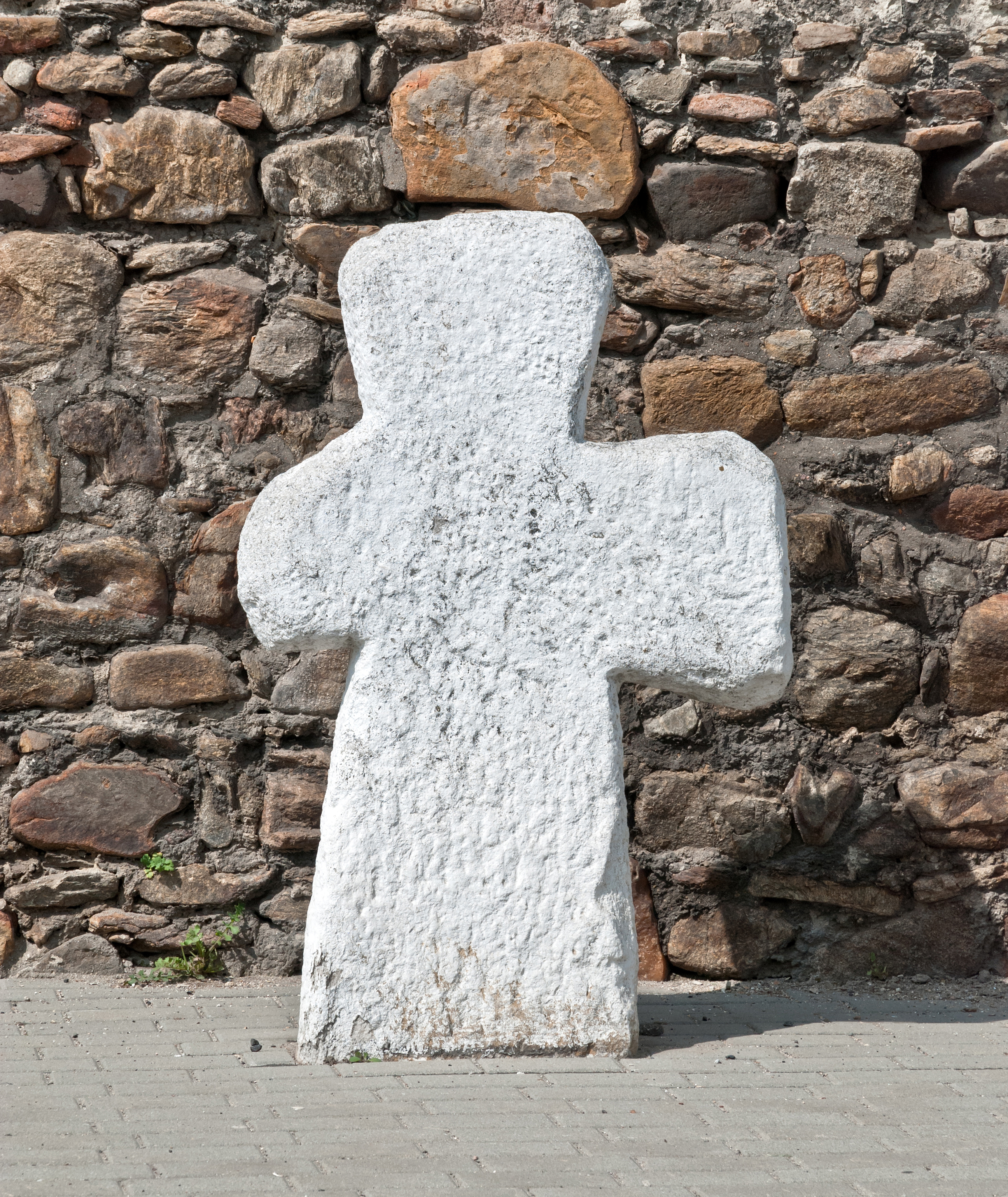
Kamienny, zapewne średniowieczny krzyż przed bramą południową kościoła parafialnego, od strony ulicy.

Usytuowanie wsi przy ważnym szlaku komunikacyjnym z Nysy do Kłodzka, będącym fragmentem tzw. Trasy Podsudeckiej było ważnym czynnikiem determinującym szybszy rozwój wsi. W roku 1840 otrzymała ona utwardzoną nawierzchnię. Znaczenie drogi znaczenie wzrosło po uzyskaniu stałego połączenia pocztowego Nysy z Kłodzkiem w roku 1917. W 1918 r. w Kamienicy (Kamitz) Siostry Elżbietanki Szare (Grauen Schwestern) założyły dom zakonny. W latach międzywojennych uruchomiono linię autobusową z Paczkowa do Złotego Stoku. W 1845 powstaje budynek dzisiejszej starej szkoły, w 1938 nowej.

### Lata 1936 -1945
Z kroniki szkolnej wynika, że dwa lata przed wybuchem II Wojny Światowej Grentzal zamieszkiwało 2 piekarzy, 2 handlarzy rowerami, 2 innych rzemieślników, 2 krawców, 6 szewców, 3 kołodziejów, 3 stolarzy a we wsi znajdowały się między innymi 2 młyny, 2 kuźnie, 7 sklepów spożywczych, sklep handlujący bydłem i sklep ogólnobudowlany. Działała tu także spółka o nazwie Towarzystwo Elektryczne oraz Kasa Oszczędnościowa. Z tej samej kroniki wynika, że w czasie wojny szkoła i wieś funkcjonowała normalnie, bez jakiegokolwiek dyskomfortu bowiem działania wojenne nie toczyły się w bezpośrednich okolicach Zapisy w kronice były prowadzone systematycznie od 25 sierpnia 1938 r. do 20 grudnia 1943 r., a ostatni pochodzi z 9 maja 1945 r. i brzmi: „Deudschland kapituliren” (Niemcy skapitulowały). Zapis ten zanotowano u dołu strony kończącej 1943 r., natomiast strony dokumentujące wydarzenia z lat 1944-1945 zostały wycięte.
Niemcy w 1945 roku zgromadzili w Sudetach i na Śląsku Opolskim znaczne siły. Obronę zorganizowano w trzech równoległych do sudeckich pasm liniach. W marcu, po o zajęciu Nysy Armia Czerwona napotkała zdecydowany opór. W związku z czym front nie przekroczył linii: Głuchołazy - Bodzanów - Biała Nyska - Kamieniec Ząbkowicki, pozostawiając wojska rosyjskie w odległości ok. 3 km na wschód od tych miast. Literatura podaje, że okolice Paczkowa „wyzwolono” 9 maja 1945 roku, co wydaje się być wątpliwe. Wiadomo bowiem, że już 8 maja około godziny 18.30 idący od Byczenia oraz z kierunku między Ziębicami a Paczkowem (przez Kozielno) żołnierze wkroczyli do Złotego Stoku. Byli to czerwonoarmiści z 904 i 898 pułku strzelców. Jednocześnie źródła niemieckie podają, że Paczków zajęto bez walki już 7 maja przez nieznany oddział 245 Dywizji Strzeleckiej Armii Czerwonej z 11 korpusu piechoty. Tak czy inaczej działania wojenne oszczędziły Paczków i Kamienicę. Wiadomo, że Rosjanie tylko raz bombardowali miasto (20 marca 1945 roku) i zrzucono tylko trzy bomby.

### Marsze śmierci
Pod koniec stycznia 1945 roku, przez Kamienicę przeszły 2 tzw. marsze śmierci z różnego typu podobozów KL Auschwitz-Birkenau w kierunku Gross-Rosen. Trasa jednego marszu wiodła przez Jarnołtów, Javorník, Bílý Potok, Kamienicę do Bilej Vody i dalej przez Złoty Stok w kierunku Kamienieca Ząbkowickiego. Drugi marsz przeszedł z Jarnołtowa, przez Kałków, Meszno, Ścibórz, Paczków, Kamienicę w kierunku Kłodzka. Jak podaje Dr Mariusz Patelski (Instytut Historii UO) w Kamienicy zamordowano 30 więźniów. Zeznania naocznego świadka, Antoniny Pokutyckiej, dowodzą, że w Kamienicy zginęło 32 więźniów (dwa wozy załadowane ciałami wyniesionymi ze stodoły). Na cmentarzu, w Bilej Vodzie znajduje się mogiła zbiorowa więźniów zamordowanych przez hitlerowców. Spoczęły tam m.in. ciała 5 więźniów zamordowanych w polu obok wsi Bílý Potok po ich ekshumacji 8 października 1945 roku.

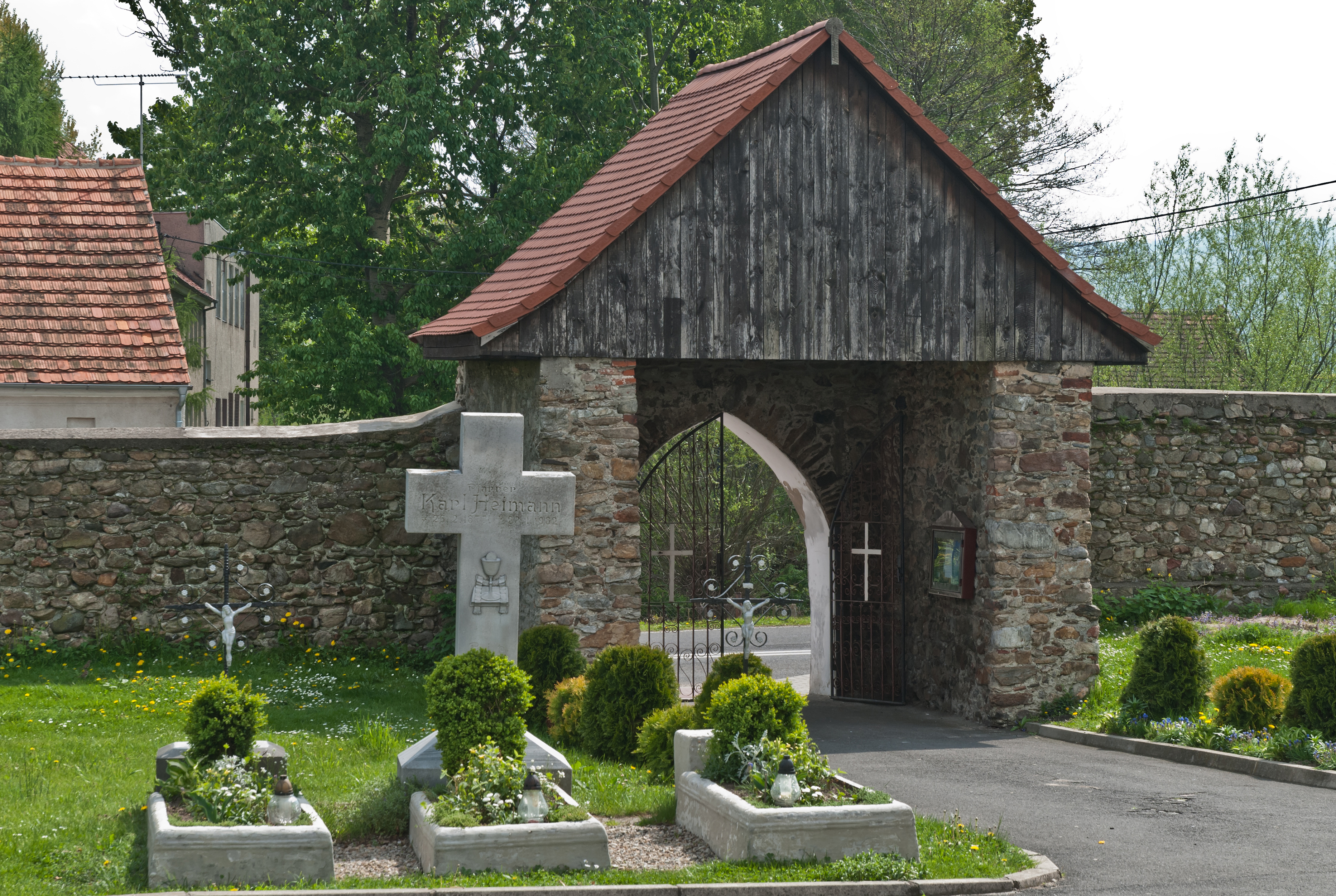
Brama południowa w kamiennym murze otaczającym kościół parafialny p.w. św. Jerzego w Kamienicy od strony południowej. Na zdjęciu widoczne również niemieckie groby w początków XX w.

### Koniec II wojny światowej
W maju i pierwszych dniach czerwca 1945 r. na okolicznych terenach dochodzi do licznych incydentów. Przyszłość pozostawała niejasna. Na terenie Ziemi Nyskiej, Kłodzkiej i Raciborskiej powstały zalążki czechosłowackiej administracji tolerowane przez wojskowe władze radzieckie. Szaber i rabunki były wówczas zjawiskiem powszechnym.
Po zawieszeniu broni większość uchodźców niemieckich wróciła do swoich gospodarstw, skąd uciekli na zachód przed nacierającym frontem albo schronili się w pobliskich górach. Żywili oni nadzieję, że rzeką graniczną pomiędzy Niemcami a Polską będzie Nysa Kłodzka. Jednak w wyniku ustaleń Konferencji w Poczdamie musieli opuścić swoje domy. Jak wspomina naoczny świadek tego wydarzenia: "Niemiecki sołtys otrzymał polecenie powiadomienia wszystkich rodaków, że w ciągu jednej doby muszą się przygotować do opuszczenia domów. Każdy z nich mógł ze sobą zabrać tylko bagaż ręczny i ewentualnie to, co pomieścić zdoła na małym drewnianym wózku, który pociągnie za sobą"." Akcja przesiedlenia rozpoczęła się w końcu sierpnia 1945 roku. Prowadzona była głównie koleją, z oddalonej o kilkanaście kilometrów stacji Ottmachau (Otmuchów) do Dolnej Saksonii. Do maja 1946 tereny te opuścili wszyscy niemieccy mieszkańcy.

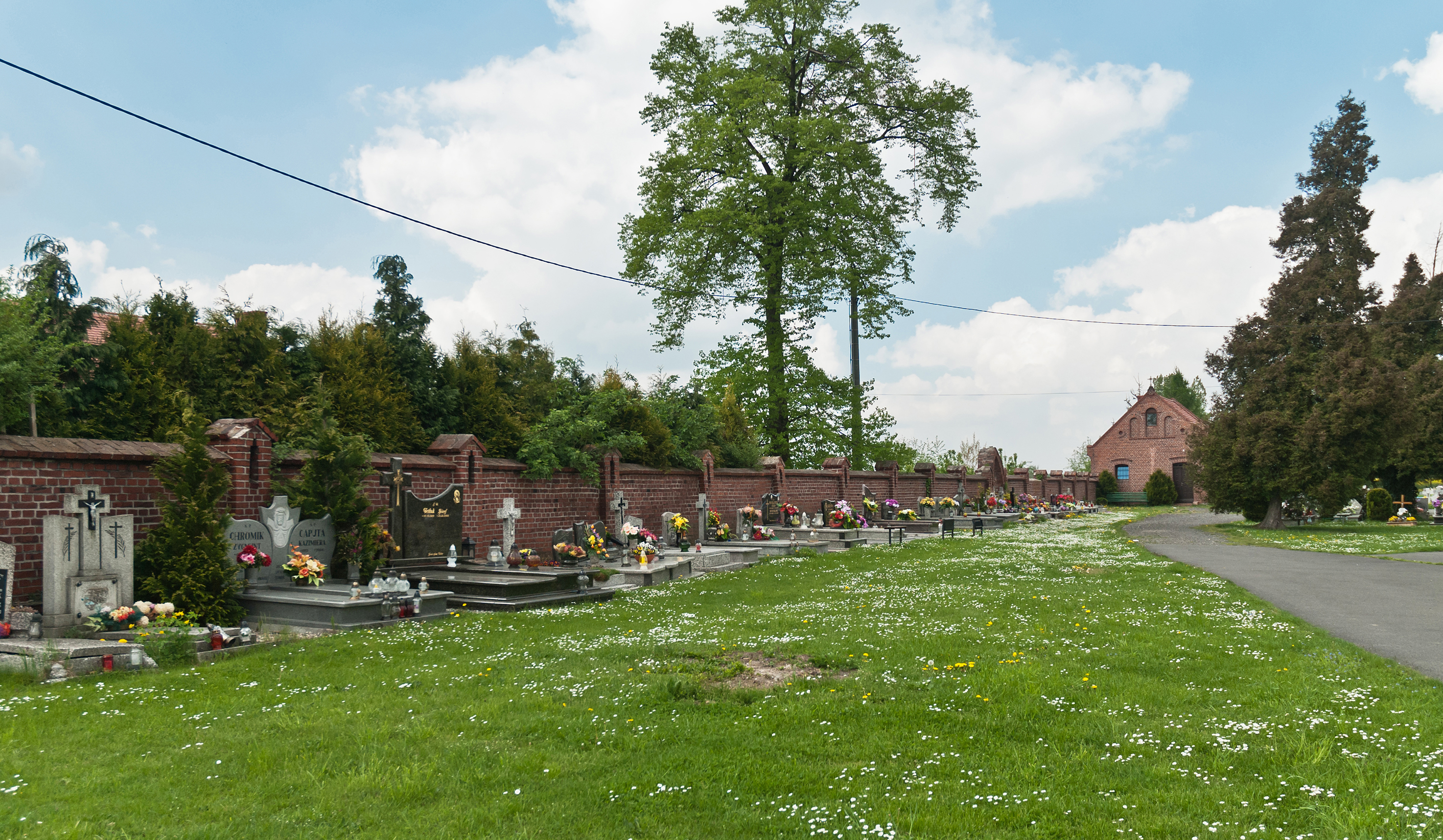
Fragment ceglanego muru otaczającego kościół parafialny w Kamienicy wraz z cmentarzem od strony zachodniej. Widoczny budynek cmentarny.

Wojsko Polskie przybywa do Paczkowa 24 czerwca 1945 r. jednak przez pierwsze miesiące po wojnie panuje władza radziecka. Do 24 września 1945 r. w paczkowskim Ratuszu działa wojenna komendantura sowiecka. Zaczynają napływać do wsi osadnicy. Jesienią 1945 roku w Grenztal powstaje posterunek 11 Oddziału Ochrony Pogranicza odcinka nr 49 Paczków Wojsk Ochrony Pogranicza. W grudniu 1945 roku nazwa Grenzal zostaje zmieniona na Kamienica. Od grudnia 1945 r. wieś jest siedzibą gminy zbiorowej powiatu nyskiego. Administracja gminy mieści się w budynku nr 70. Pierwszym wójtem był Franciszek Wrona.
17 lipca 1945 r. nauczycielka Karolina Napieracz rozpoczęła organizację pierwszej instytucji w Kamienicy a była to Pełna Zbiorcza Szkoła Podstawowa Koedukacyjna w Kamienicy, która ruszyła 1 września 1945 roku. Pierwszymi nauczycielami były Kamila Niewęgłowska, Leokadia Brzozowiecka, Halina Suchecka, Irena Rogulska.

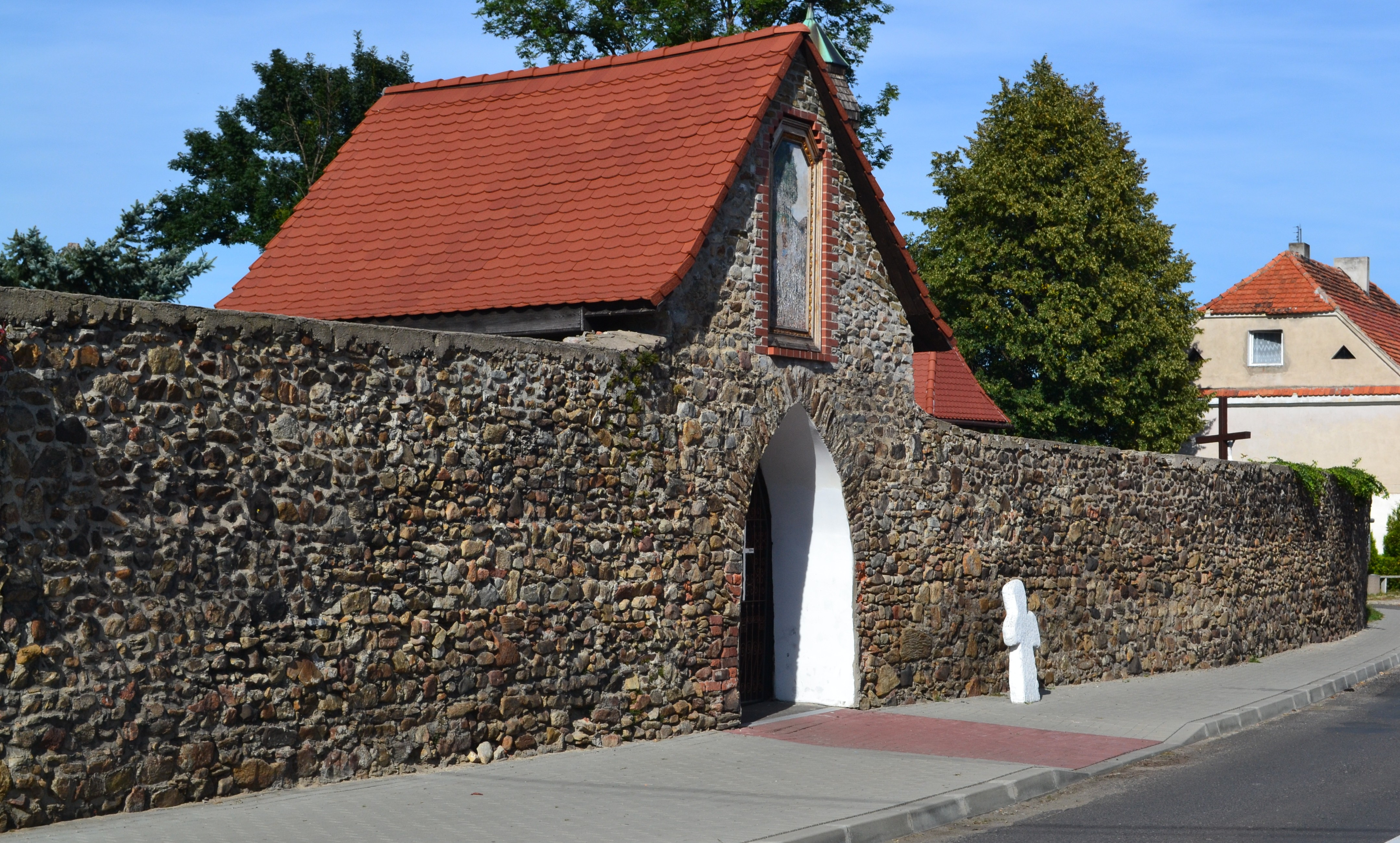
Fragment kamiennego muru otaczającego teren kościoła i cmentarza wraz z bramą południową (stan obecny).

### Komunistyczny obóz pracy w Kamienicy
Zgodnie z dekretem PKWN z 31 sierpnia 1944 w Kamienicy miało zostać utworzone, jedno z wielu w PRL miejsce odosobnienia, więzienie lub ośrodek pracy przymusowej dla „hitlerowskich zbrodniarzy oraz zdrajców narodu polskiego”. Marek Łuszczyna w swojej pracy podaje, że Ministerstwo Bezpieczeństwa Publicznego utworzyło taki ośrodek w Kamienicy. Był to obóz pracy nr 111. Nie jest jednak jasne, gdzie istniał oraz w jakich latach działał - przyjmuje się, że pomiędzy rokiem 1945 a 1950. Nieliczne niemieckojęzyczne źródła potwierdzają powstanie takiego niewielkiego, powojennego obozu (Lager Grenztal, Kr. Neisse) w Kamienicy.

### Po 1945 roku
W latach 1945–1947 Kamienicę zasiedlano przesiedleńcami – głównie z Żywiecczyzny (z okolic Rajczy, Wisły, Milówki i Kamesznicy) a także z terenów, które znalazły się po 1945 w ZSRR. W 1946 roku we wsi wprowadzono obowiązek szkolny dla dzieci w wieku siedmiu lat.
Od roku 1946 działa przedszkole, potem połączone ze Szkołą Podstawową w Publiczną Szkołę Podstawową z Oddziałem Przedszkolnym im. Marii Konopnickiej w Kamienicy. Od roku 1946 działają: ochotnicza straż pożarna, koło gospodyń wiejskich (pierwsze na Ziemi Nyskiej), wiejski dom kultury wraz filią Biblioteki Publicznej w Paczkowie. Ludowy Zespół Sportowy – Kamienica Nyska (największe osiągnięcie to awans do ligi "A" piłki nożnej), działa od roku 1950.
W latach 1954–1959 wieś należała i była siedzibą władz gromady Kamienica, po jej zniesieniu w gromadzie Paczków.
Od roku 1975 działa Rolnicza Spółdzielnia Produkcyjna, która został wchłonięta przez RSP Wilamowa i działa obecnie jako jej gospodarstwo. W roku 1984 powołano do życia Radę Sołecką, a w końcu lat dziewięćdziesiątych Towarzystwo Przyjaciół Kamienicy. W latach osiemdziesiątych zakończono budowę trzeciego budynku szkolnego. W roku 1991 wieś została zaopatrzona w wodociąg. Do lat 90. w Kamienicy działa "Bar Sudecki", "Klub Rolnika", sklepy spożywcze i mięsny.
Granica przebiega wdróż klasztoru i kolegium pijarów i muru jego dziedzińca. Od 1950 roku były tam internowane zakonnice z rozwiązanych klasztorów w Czechosłowacji. Mieszkańcy Kamienicy do 1990 roku, co roku 1 stycznia, późnym popołudniem spotykali się z internowanymi w klasztorze zakonnicami. Po 1990 roku większość zakonnic opuściła wieś.

### Korekty granic

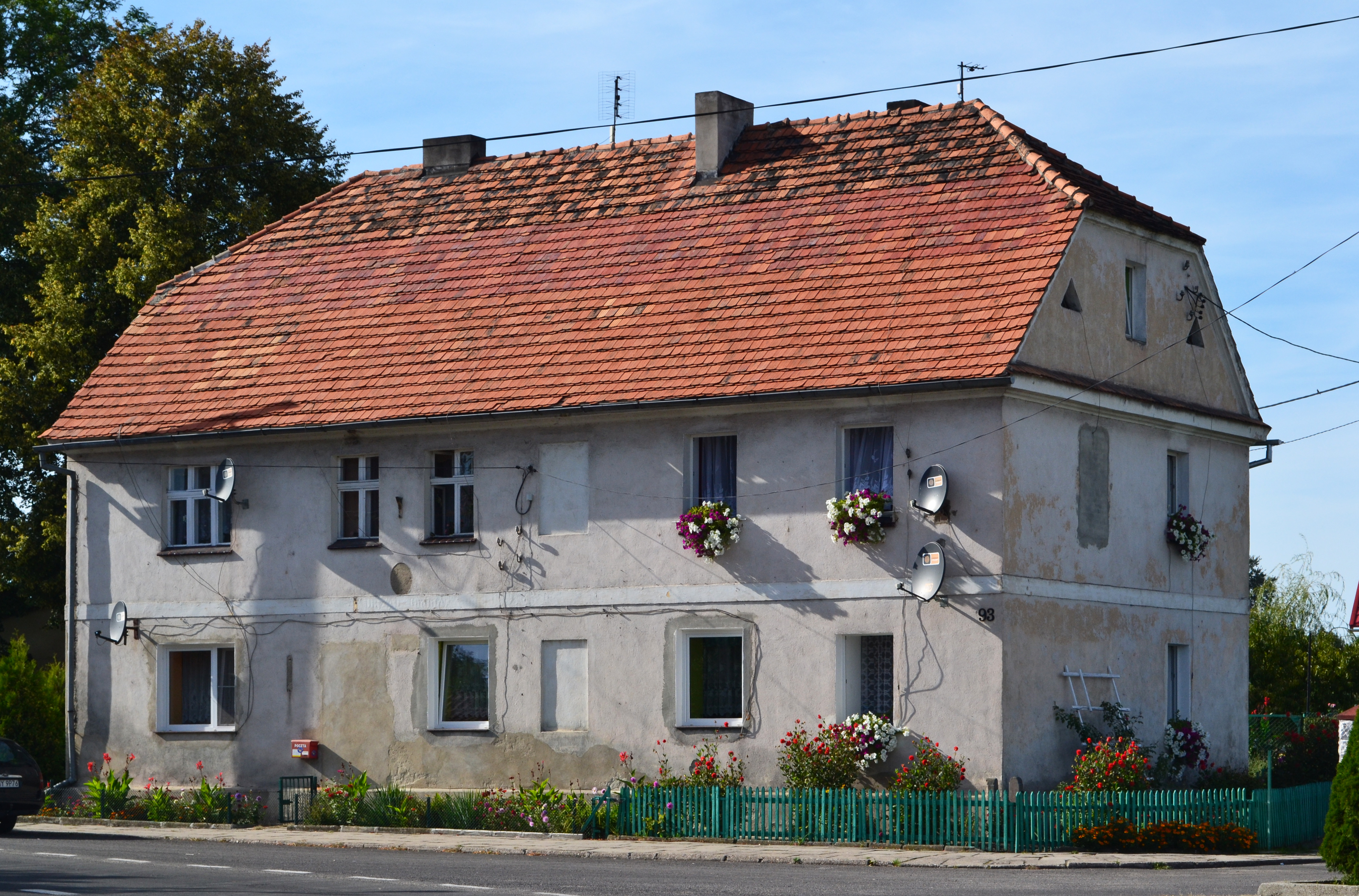
Zabytkowy dom gminny nr 93 z XIX w. Początkowo plebania, następnie do 2002 roku placówka Poczty Polskiej Kamienica Nyska (oznaczenie kodowe 48-375).

W 1945 roku wąski klin w pobliżu niewielkiej osady przygranicznej na południe od Kamienicy (w 2001 roku 17 adresów, 10 zamieszkałych domów) stała się przyczyną sporu granicznego. Wzmiankowana już w 1325 roku jako majątek kościelny parafii Kamitz Kamieniczka (Kamenička – Kamitz Überschar), potem należąca do Paczkowa (choć administracyjnie od 1810 roku do Białej Wody) została w 1945 zajęta przez stronę czechosłowacką wobec polskich protestów. Jako że kilkanaście lat potem mieszkańcy Białej Wody nie mogli postawić masztu z nadajnikiem telewizyjnym w optymalnym miejscu, bo okazało się ono dawną polską działką, na podstawie umowy z 13 czerwca 1958 roku o ostatecznym wytyczeniu granic państwowych między Polską i Czechosłowacją Kamienica oddała 1 ha, przyjęła zaś od Białej Wody 6 ha.

### W XXI wieku
W roku 2002 dokończono budowę obwodnicy Paczkowa i Kamienicy, dzięki czemu droga krajowa nr 46 z Nysy do Kłodzka nie biegnie już przez wieś. Wszystkie ważniejsze budynki użyteczności publicznej (sklepy, bar, kościół, biblioteka, szkoła itd.) zlokalizowane są w centralnej części wsi, co ma ogromne znaczenie funkcjonalne. Powierzchnia ogółem sołectwa Kamienica to 1278 ha (cała gmina Paczków – 7870 ha) z czego użytki rolne stanowią 1174 ha. Kamienica jest największą wsią gminy, zarówno pod względem powierzchni jak i liczby mieszkańców.
W roku 2002 działalność zakończyły: placówka Poczty Polskiej Kamienica Nyska (oznaczenie kodowe 48-375) oraz Wiejski Ośrodek Zdrowia – Punkt Lekarski Kamienica. Zakończyło również działalność Przedszkole Publiczne w Kamienicy (jako placówka samodzielnej) połączone z Publiczną Szkołę Podstawową im. Marii Konopnickiej w Kamienicy jako Oddział Przedszkolny).
We wsi w roku 2004 prowadzonych było 7 sklepów spożywczych, 3 sklepy przemysłowe, bar, 2 zakłady kowalskie, 2 zakłady ogólnobudowlane i agencja pocztowa. Parafia rzymskokatolicka pw. Św. Jerzego skupia 1250 wiernych z Kamienicy i posiada swoją filię w Kozielnie. Wieś zamieszkuje 1297 mieszkańców, co stanowi 23% ludności wiejskiej w liczącej ok. 14 tys. gminie. Obecnie wieś wyludnia się. Wpływ na to ma znaczne oddalanie od większych ośrodków miejskich, wysoka stopa bezrobocia i zapaść cywilizacyjna.

### Niemcy związani z Kamienicą
Niemieccy nauczyciele w Kamitz/Grenztal:
- Wilhelm Törkott – dyrektor szkoły (od 1925 r.)
- Elisabeth Paduch (od 1925 r.)
- Bertold Glodny (od 1939 r.)
- Georg Perl – dyrektor szkoły (od 1935 r.)
- Hedwig Toelge (od 1939 r.)
- Alfons Buchwald (od 1939 r.)
- Gerhard Altmann

## Zabytki

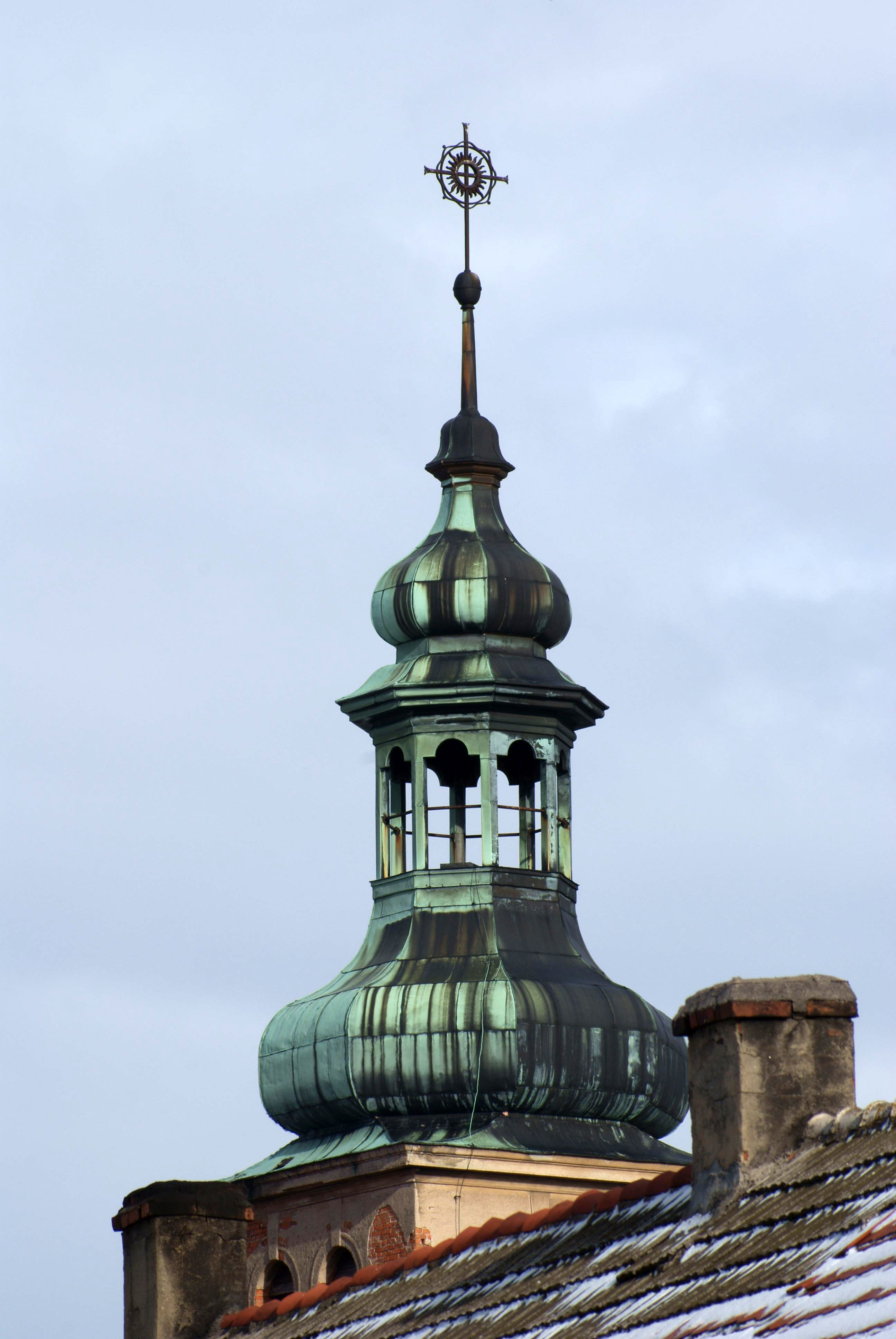
Wieża kościoła parafialnego pw. św. Jerzego w Kamienicy

85% zabudowy wsi pochodzi sprzed roku 1945. Do wojewódzkiego rejestru zabytków wpisane są:
- kościół parafialny pw. św. Jerzego,
- kamienne ogrodzenie kościoła z bramkami,
- dom gminny nr 93 (plebania z pierwszej poł. XIX w. znajduje się od wschodu obok kościoła) do 2002 poczta,
- domy mieszkalne z pierwszej poł. XIX w. nr 7, 27, 82.

inne zabytki:
- kamienny krzyż monolitowy, zapewne późnośredniowieczny[34] przed wejściem na cmentarz przykościelny; pojawiające się określenie tego krzyża jako krzyża pokutnego nie ma oparcia w dowodach i oparte jest wyłącznie na nieuprawnionym założeniu, że wszystkie stare kamienne monolitowe krzyże, są krzyżami pokutnymi (pojednania)[35], chociaż w rzeczywistości powód fundacji takiego krzyża może być różnoraki, tak jak każdego innego krzyża

- figura św. Jana Nepomucena z roku 1801 i. Figurę w początkach XXI wieku przeniesiono kilka metrów na zachód pod mur.
- figura Matki Boskiej przy budynku mieszkalnym nr 62
- dwie barokowe kapliczki figuralne przydrożne Św. Mikołaja z 1763 r.
- pompa wodna NEPTUN SPECIAL produkcji niemieckiej z 1921 r.
- pozostałości nieczynnego młyna, pod numerem 101
- kolumna z Figurą Św. Mikołaja
- gołębnik przy budynku 1a

## Demografia
Mieszkańcami miejscowości byli Polacy, Żydzi, Niemcy i Czesi. Zachowały się następujące dane demograficzne:
| Rok  | Populacja | Gospodarstwa domowe | Domy |
| ---- | --------- | ------------------- | ---- |
| 1784 | 918       | b.d.                | 176  |
| 1845 | 1549      | b.d,                | 285  |
| 1895 | 1260      | 348                 | 261  |
| 1939 | 1184      | b.d.                | 334  |
| 1945 | < 100     | b.d.                | b.d. |
| 1990 | 1320      | b.d.                | b.d. |
| 2000 | 1290      | b.d.                | b.d. |
| 2004 | 1297      | b.d.                | b.d. |
| 2012 | 1225      | b.d.                | b.d. |

## Turystyka

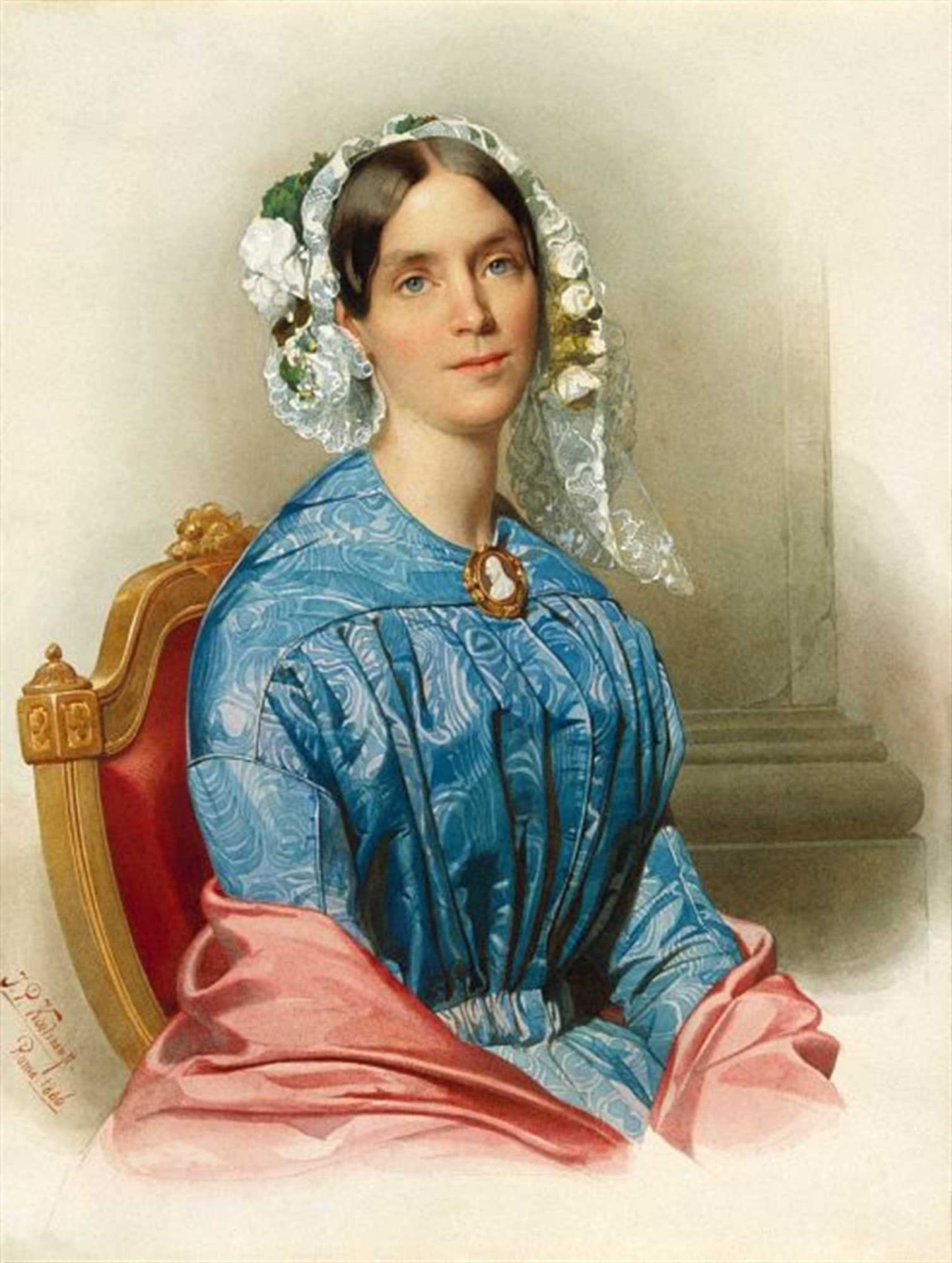
Marianna Orańska

W szkole podstawowej działa izba tradycji.
Pomimo posiadania walorów turystycznych (miejscowość wznosi się od Paczkowa na odcinku 5 km w górę potoku Kamienica i łączy bezpośrednio z miasteczkiem Bíla Voda po stronie czeskiej ciesząc oko wspaniałą panoramą najbliżej położonych od południa Gór Złotych a także Bardzkich z zachodu oraz Jesionikow i Gór Opawskiech ze wschodu) Kamienica nie posiada jakiejkolwiek infrastruktury turystycznej.
Przez granicę państwową z Republiką Czeską możliwy jest przejazd samochodem do 3,5 t. Do lat 2010-2015 Kamienica miała bezpośrednie połączenie autobusowe z takimi miastami jak: Częstochowa, Kudowa-Zdrój, Dzierżoniów, Ząbkowice Śląskie, Opole. Obecnie bezpośrednie połączenie autobusowe prowadzi do Nysy oraz Kłodzka (przystanek PKS Kamienica skrzyżowanie) powoduje, że Kamienica może stanowić bazę wypadową do pieszych wędrówek po czeskiej stronie Gór Złotych przez Bílą Vodę licznymi szlakami, m.in.:
- – Czerwony przez górę Borówkową z wieżą widokową do Javorníka.
- – Zielony przez Vysoký Kámen z punktem widokowym do Javorníka, licznymi szklakami rowerowymi

Ponadto po przejściu krótkim odcinkiem szklaku czerwonego do przełęczy Różaniec dalej szklakami polskimi:
- – Główny Szlak Sudecki im. Mieczysława Orłowicza przez najciekawsze partie Sudetów,
- – Zielony w kierunku Masywu Śnieżnika i Gór Bialskich.

Miejscowość może stanowić również bazę wypadową do turystyki rowerowej z uwagi na pobliską lokalizację atrakcyjnych krajoznawczo oznakowanych szlaków rowerowych, również transgranicznych, m.in.:
- – Ścieżka nr 6044 (czes. Cyklotrasa 6044) Bílá Voda - Horní Lipová (37 km).
- – Ścieżka nr 6041 (czes. Cyklotrasa 6041) Bílá Voda - Vidnava.
- – Trasa 14 Bílá Voda - Mikulovice (35 km).
- – Trasa krajowa R60 Paczków - Pokrzywna.
- – Międzynarodowa trasa EV 9 Gdańsk – Pula (1 930 km) przez Paczków.
- Tematyczna trasa rowerowa "Szlak czarownic po polsko-czeskim pograniczu" Mohelnice - Paczków[41].

## Imprezy kulturalne
- Corocznie, 31 grudnia i 1 stycznia (pierwszego dnia w kierunku Paczkowa, drugiego w kierunku Białej Wody) przez wieś maszeruje grupa obrzędowa nazywana przebierańcami lub dziadami. Jest to barwny korowód kolędujących mieszkańców przebranych za kilkanaście postaci (kolorowe diabły, kominiarze, śmierć, konie, niedźwiedź, ksiądz itp.)[42]. Tradycja ta pochodzi z Podbeskidzia i bardzo przypomina tamtejszych "Bojcerów", "Kamieńcoków", "Wyrwicisy" czy "Bałamutów". Do 1990 roku kulminacją tej cyklicznej imprezy było spotkanie z mieszkańcami czeskiej strony wsi na granicy. Dochód uzyskany z kolędowania jest przeznaczony na działalność klubu sportowego "LZS Kamienica Nyska" lub też dla jednostki Ochotniczej Straży Pożarnej w Kamienicy.
- W kościele parafialnym w Kamienicy odbywają się koncerty w ramach organizowanego od 2002 roku Paczkowskiego Festiwalu Muzyki Organowej i Kameralnej imienia Moritza Brosiga "Muzyka ponad granicami" .[43].

## OSP Kamienica
Ochotnicza Straż Pożarna w Kamienicy rozpoczęła działanie w roku 1946. Założycielem jednostki był Franciszek Śleziak. W latach siedemdziesiątych zbudowano remizę. Jednostka w 2012 roku uczestniczyła w 21 interwencjach ratowniczo – gaśniczych. Na wyposażeniu znajduje się jeden wóz bojowy STAR.

## Kamienica w literaturze
Akcja wydanej w 2015 roku powieści pt. "Góra Bogów Śmierci" rozgrywa się częściowo w Kamienicy. Choć powieść to fikcja literacka, jest ona oparta na prawdziwych wydarzeniach, a w książce wiernie zostało odwzorowane tło historyczne oraz pojawiają się w niej istniejące naprawdę miejsca (m.in. Kościół parafialny Św. Jerzego w Kamienicy, stary krzyż kamienny przed wejściem na cmentarz kościelny w Kamienicy itp.). Powieść jest autorstwa pochodzącego z Kamienicy autora.

## Ludzie związani z Kamienicą
- Marianna Orańska, królewna niderlandzka, była właścicielką ok. 0,55 ha ziemi w Kamienicy wraz z budynkami i wapiennikiem.
- Aleksander Sowa, pisarz[48][49].